# Rockall
Rockall ist eine Felsinsel im Nordost-Atlantik mit einem Durchmesser von 25 bis 31 m und einer Grundrissfläche von 784,3 Quadratmetern. Sie besteht aus Granit und repräsentiert eine relativ kleine Scholle ausgedünnter kontinentaler Erdkruste zwischen dem Westrand des europäischen Kontinentalblocks und dem Nordatlantikbecken. Als höchster Punkt dieser Scholle überragt sie den Meeresspiegel im Schnitt um 21,4 m. Wegen ihrer Lage 407 km westlich der Hebriden kommt Rockall vor allem seerechtliche Bedeutung zu. Rund 200 m nördlich befindet sich Hasselwood Rock.

## Geschichte

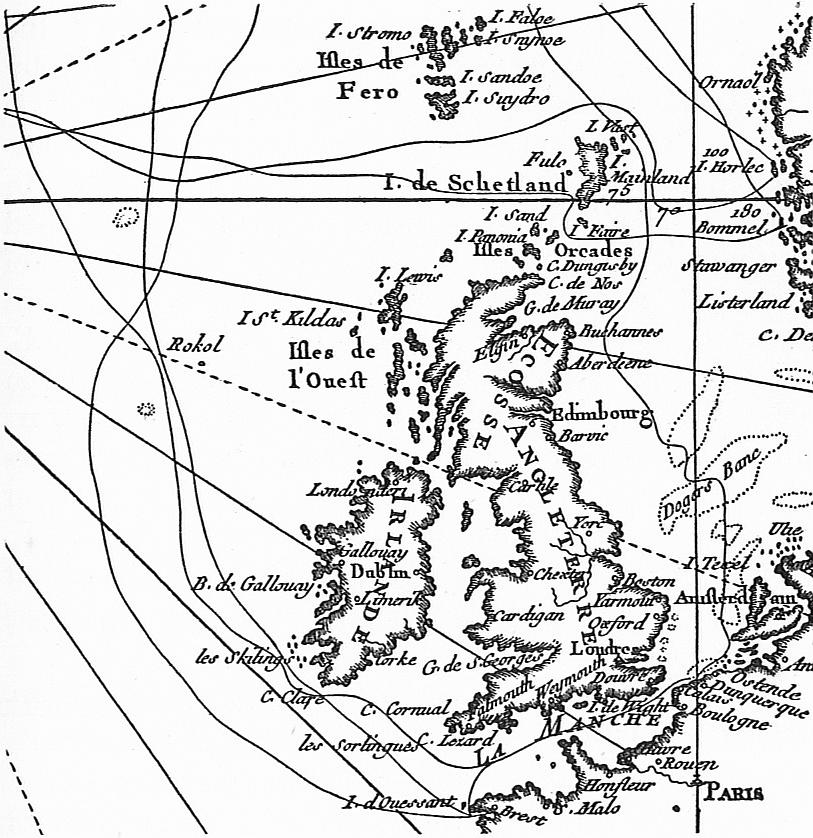
Rockall („Rokol“) auf einer Karte des Franzosen Yves Joseph de Kerguelen 1771

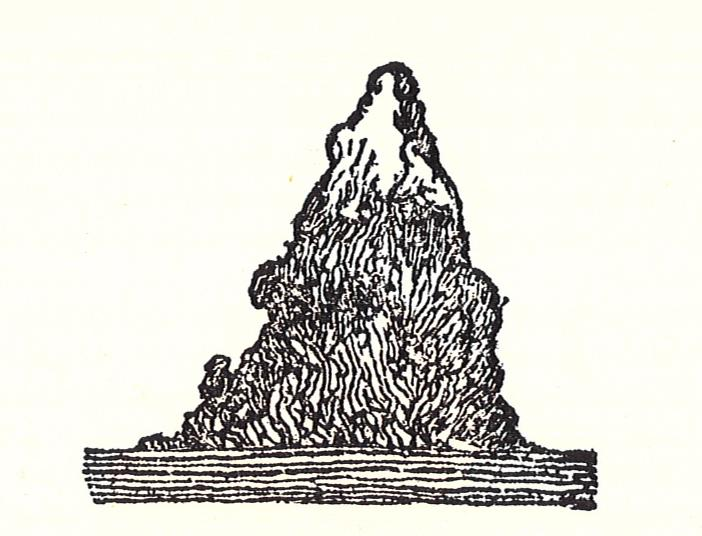
Rockall-Zeichnung der Endymion-Besatzung 1810 (oder 1811)

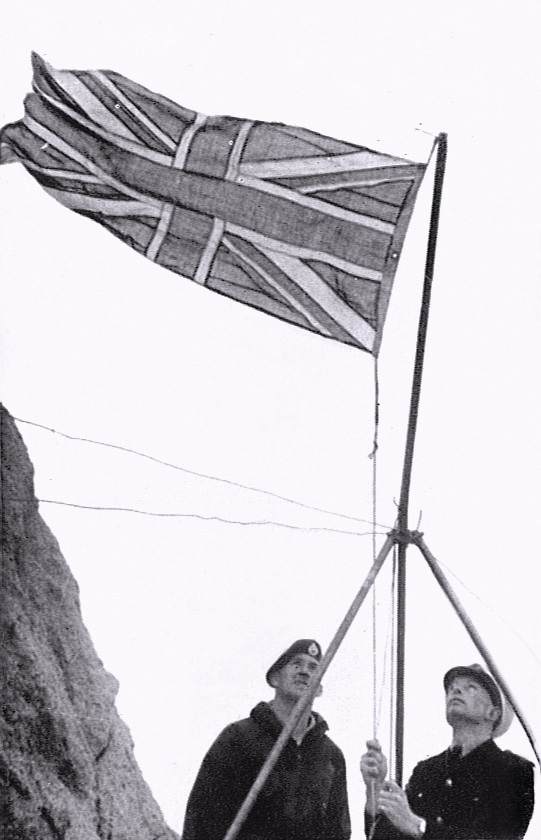
1955: Britische Soldaten hissen den Union Jack

Im Jahr 1606 wurde ein Eiland namens Rockall in 90 Kilometern Entfernung von der tatsächlichen Position auf einer Karte vermerkt. Der erste bekannte menschliche „Kontakt“ fand wohl 1686 statt, als ein Schiff mit Spaniern und Franzosen an Bord hier – oder auf dem nahen Helen’s Reef – Schiffbruch erlitt.
Gegen 1695 erwähnte Martin Martin aus Gent die Felseninsel in seiner Beschreibung der westlichen Inseln Schottlands (A Description of the Western Islands of Scotland): Sie liege sechzig Leugen (rund 290 Kilometer) westlich von St. Kilda und werde von den dortigen Bewohnern Rokabarra genannt.
Die annähernd genaue Lage von Rockall wurde erstmals am 8. Juli 1810 durch die Besatzung der Fregatte HMS Endymion bestimmt. Dabei wurde die Insel – der üblichen Darstellung zufolge – an diesem Tag erstmals durch Basil Hall betreten; nach späteren Forschungen des Naturforschers James Fisher fand dieser Besuch allerdings wohl erst am 8. September 1811 statt. Die von T. Harvey auf der Endymion ausgemachte Position von Rockall – 57° 39′ 32″ N, 13° 31′ 16″ W – liegt rund elf Kilometer nordöstlich von der tatsächlichen Position des Eilands.
Ende des 19. Jahrhunderts teilte das Trinity House – die Leuchtfeuerverwaltung für England – auf Anfrage mit, es sei nie angenommen worden, Rockall liege im rechtlichen Zuständigkeitsbereich der englischen Leuchtfeuerverwaltung; mindestens bis zu diesem Datum waren deswegen trotz der bekannten Gefahren für die Seefahrt weder Rockall noch das nahe Helen’s Reef je mit Leuchtfeuern, Glocken oder Tonnen versehen worden.
Am 28. Juni 1904 lief das dänische Passagierschiff Norge auf die Untiefe Hasselwood Rock nördlich der Felsinsel Rockall auf und sank innerhalb von 20 Minuten. 625 Passagiere und Besatzungsmitglieder ertranken. Es handelte sich um das bis dahin schwerste Schiffsunglück im Nordatlantik.
Im Zeichen des Kalten Krieges betraten am 18. September 1955 Soldaten der Royal Marines und ein ziviler Geologe den Felsen, hissten darauf die Nationalflagge des Vereinigten Königreichs und befestigten eine Plakette, um den Anspruch des Vereinigten Königreichs auf die unbewohnbare Insel zu sichern. Ziel war es, durch die Inbesitznahme und die damit einhergehende Kontrolle über die umliegenden Gewässer die sowjetische Marine daran zu hindern, britische Raketentests auf den Hebriden zu beobachten. Die Inbesitznahme wurde am 21. September 1955 offiziell durch die britische Admiralität verkündet.
1969 wurden in der Umgebung des Felsens in den Bereichen Rockall-Plateau und Rockall-Trog große Erdölvorkommen entdeckt. Sie werden bisher aber nicht ausgebeutet.
Das Vereinigte Königreich erklärte das Gebiet um den Felsen zu seiner „ausschließlichen Wirtschaftszone“ und beanspruchte das alleinige Recht zu Ausbeutung der Bodenschätze. Aber auch Dänemark (für die Färöer), Island und Irland erheben Anspruch auf Rockall. Da die Wirtschaftszone um eine Insel bis zu 200 Seemeilen umfasst und auch die Fischfangrechte beinhaltet, ist dies wirtschaftlich von Bedeutung. Im Mai 2005 fanden auf den Färöern Gespräche der vier Staaten über die Zukunft Rockalls statt.
Wer nun die Rechte zur Förderung des Erdöls besitzt, ist bis heute ungeklärt. Bis 1997 war außerdem strittig, ob Rockall lediglich einen unbewohnbaren Felsen bildet oder eine bewohnbare Insel, die eine ausschließliche Wirtschaftszone hätte. Um die Bewohnbarkeit von Rockall und Großbritanniens Anspruch zu demonstrieren, lebte der Überlebensexperte und ehemalige Angehörige des Special Air Service Tom McClean im Jahr 1985 40 Tage lang auf dem Felsen.
Vor 1997 war der Standpunkt des Vereinigten Königreichs, er sei bewohnbar. Inzwischen sieht es Rockall als unbewohnbar an, wodurch ein Hoheitsstaat seerechtlich statt einer ausschließlichen Wirtschaftszone das Konzept des Festlandsockels auf das Gebiet um Rockall anwenden könnte, auf dem zwar ebenfalls nur der Hoheitsstaat Bodenschätze abbauen darf, aus dem sich aber im Unterschied zur ausschließlichen Wirtschaftszone keinerlei die Fischerei betreffenden Vorrechte ableiten lassen.

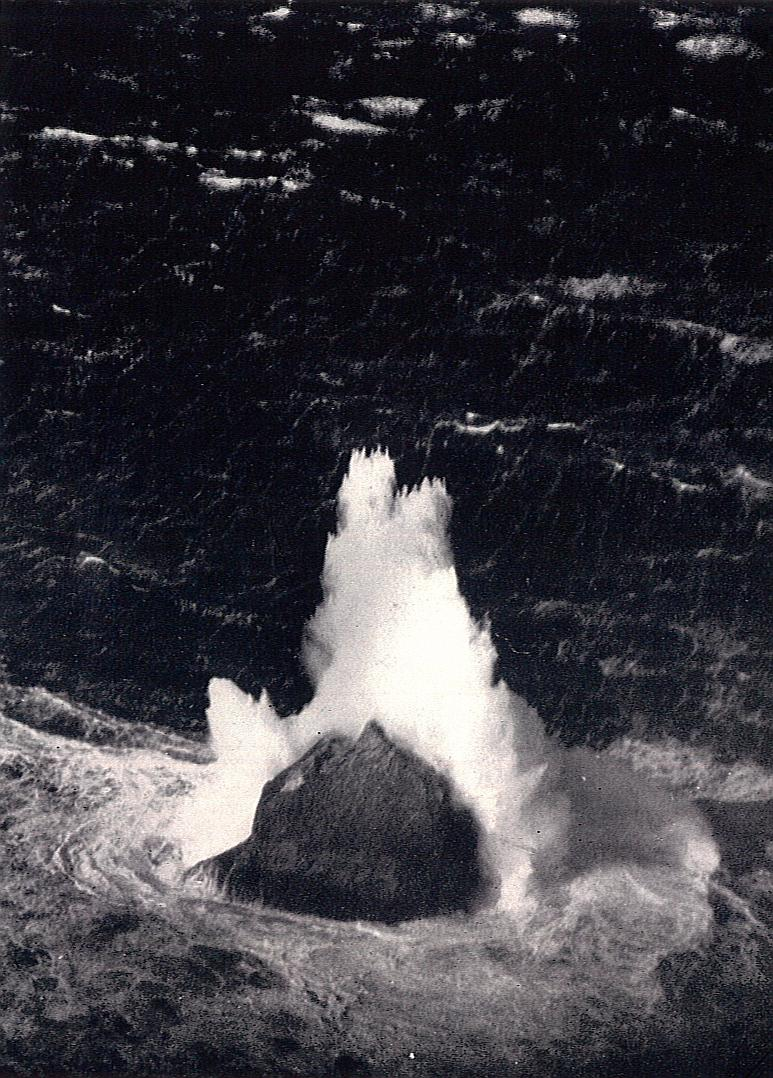
Dutzende Meter hohe Gischt während eines Wintersturms, März 1943

Greenpeace besetzte Rockall 1997 für kurze Zeit und protestierte mit der Gründung des Staates Global State of Waveland gegen die Erdölförderung. Im Februar 1999 musste Knowhaus, der Sponsor dieses Projektes, Insolvenz anmelden und beendete damit Wavelands Existenz.
Am 16. Juni 2005 wurde die Insel zum ersten Mal von einer Amateurfunk-Expedition besucht. In 3,5 Stunden wurden 262 Verbindungen unter dem Rufzeichen MS0IRC/p getätigt. Danach musste die Aktion aufgrund der Wetterlage abgebrochen werden.
Eine weitere Amateurfunk-Aktivierung, diesmal durch belgische Funkamateure, gelang am 1. und 2. Oktober 2011. Unter dem Rufzeichen MM0RAI/p tätigten die Funkamateure ON4HIL und ON7YT für rund 16 Stunden Funkbetrieb von Rockall. Zu der gesamten Mannschaft zählten insgesamt sieben Funkamateure, von denen aber nur die zwei genannten die Insel aktivierten.
2013 betrat der britische Abenteurer Nick Hancock den Felsen. 2014 wurde ihm der Rekord für den längsten Aufenthalt zugeschrieben, nachdem er 45 Tage in seinem RockPod auf der Felseninsel gelebt hatte.
Ende Mai 2023 gab es eine Amateurfunk-Aktivierung durch ein dreiköpfiges Team um Adrian Styles (G0VJG), Emil Bergmann (DL8JJ) und Chris Cameron, die für einige Tage unter dem Rufzeichen MM0UKI Funkbetrieb von Rockall durchführten. Chris Cameron verblieb anschließend auf dem Felsen, um einen neuen Rekord für den längsten Aufenthalt dort aufzustellen. Nachdem sich das Wetter deutlich verschlechtert hatte, brach er den Versuch Ende Juni ab.

## Geologie
Rockall besteht aus Aegirin-Riebeckit-Granit, der in der Zeit des Eozän entstand. Trotz der Schwierigkeiten, die isolierte Felsnadel im Nordatlantik zu erreichen, wurde sie seit der 1810 erstmals dokumentierten Landung von Leutnant Basil Hall mehrfach von verschiedenen Wissenschaftlern geologisch und mineralogisch untersucht, so unter anderem 1814 von dem schottischen Geologen John MacCulloch, 1897 vom britischen Geologen und Vulkanologen John Wesley Judd, 1914 von Henry S. Washington, 1921 vom französischen Mineralogen und Geologen Antoine Lacroix, 1960 von P. A. Sabine und schließlich 1975 durch B. R. Young, J. R. Hawkes, R. J. Merriman und M. T. Styles. Letztere konnten in den untersuchten Mineralproben von Rockall das bis dahin unbekannte Mineral Bazirit nachweisen. Die Felseninsel gilt daher auch als Typlokalität für dieses Mineral.
Neben Bazirit, Aegirin und Riebeckit konnten in den Gesteinsproben von Rockall zudem noch die Minerale Albit, Cristobalit, Elpidit, Leukophosphit, Monazit und Quarz nachgewiesen werden.

## Rezeption
Terence Hanbury Whites 1957 veröffentlichter Roman The Master (deutsch „Der Herrscher im Fels“) spielt auf Rockall. Die irische Folkband The Wolfe Tones veröffentlichte im Jahr 1976 das Lied Rock on Rockall, mit dem sie den irischen Anspruch auf den Felsen unterstützten. Rockall ist zudem ein Song der isländischen Popgruppe Mezzoforte aus dem Jahr 1983. Auf den Färöern wurde am 14. Dezember 2006 das erste heimische Weizenbier eingeführt. Es ist, an die Insel angelehnt, Rock All benannt und wird von Föroya Bjór gebraut. Rockall ist auch der Name eines Kometen, der im Film Comet Impact westlich von Irland im Meer einschlägt. 2012 veröffentlichten Rory und Calum MacDonald – Mitglieder der schottischen Band Runrig – die CD The Band From Rockall.
Im Jahr 2023 erschien auf Arte.tv eine Dokumentation über die Felsinsel.